# Eleonora Barbieri Masini
Eleonora Barbieri Masini (Los Amates, 19 novembre 1928 – Roma, 28 giugno 2022) è stata una sociologa italiana tra le fondatrici della moderna futurologia.

## Biografia
Nasce in Guatemala, dove il padre Vincenzo Barbieri (calabrese, originario di Bonifati in provincia di Cosenza), coordina un progetto di bonifica sanitaria della Rockfeller Foundation. La madre, Edith Fullerton, è scozzese. Ritorna con la famiglia in Italia nel 1933, laureandosi in Giurisprudenza all'Università di Roma La Sapienza, dove nel 1953 si specializza in diritto comparato. Nel 1969 si laurea in Sociologia. Sposa Francesco Maria Masini, medico e successivamente direttore dell'Istituto di Fisioterapia di Viterbo, da cui ha tre figli. Il padre, ritiratosi in Liguria, si impegna nella politica locale con la Democrazia cristiana fino al 1972 e muore nel 1979.
Inizia a occuparsi di pianificazione familiare e uguaglianza di genere e alla fine degli anni Sessanta entra all'Istituto Ricerche Applicate Documentazione e Studi (IRADES), istituto cattolico fondato da don Pietro Pace e presieduto da Flaminio Piccoli. All'IRADES riceve il compito di impostare un centro di studi di previsione, creando un'ampia biblioteca di studi di settore e avviando una serie di corsi con docenti quali Hugues de Jouvenel, figlio di Bertrand de Jouvenel e direttore dell'organizzazione Futuribles di Parigi, e Jacques Delors. Nell'ottobre 1970 viene invitata al convegno mondiale sul futuro a Kyoto, dal titolo Challenges from the Future. In seguito a questa esperienza, è la promotrice del convegno mondiale del 1973 a Roma, organizzato dall'IRADES insieme a personalità quali Aurelio Peccei, già fondatore del Club di Roma, e Bruno de Finetti.
Nel 1975 è nominata segretaria della World Futures Studies Federation ed entra nel Club di Roma. L'anno successivo riceve l'incarico di insegnare Previsione umana e sociale alla Pontificia Università Gregoriana, a cui nel 1991 si aggiunge la cattedra di Ecologia umana. Dal 1980 al 1990 è presidente della World Futures Studies Federation e dal 1991 al 1994 presidente della sezione europea della World Academy of Art and Science. Nel 1998 riceve la laurea Honoris Causa in scienze economiche dall'Università di Budapest. Nel 2004 diventa Professoressa emerita alla Pontificia Università Gregoriana. 
È stata coordinatrice di diversi progetti di ricerca, tra cui il programma Household, Gender, and Age dell'Università delle Nazioni Unite, dal 1981 al 1991, e il programma UNESCO WIN (Womens International Network) Emergency and Solidarity dal 1995 al 2005, impegni che la portano a campagne di ricerca in diversi paesi del mondo, dalla Cina alla ex Jugoslavia, America Latina e Africa.
In Italia è stata promotrice del nodo italiano del Millennium Project ed è socia emerita dell'Associazione dei Futuristi Italiani.

## Opere
- Previsione umana e sociale. Utilità e metodi del prevedere, Edizioni Previsionali, Roma, 1973.
- Visions of Desirable Societies, Pergamon Press, Oxford, 1983.
- Why Futures Studies?, Grey Seal, Londra, 1993; ed. francese Penser le Futur, Dunod, Parigi, 2000; ed. italiana Perché studiare il futuro?, Italian Institute for the Future, Napoli, 2023.
- La Prevision Humana y Social, Centro de Estudios Prospectivos, Messico, 1993.
- The Futures of Cultures, UNESCO, Parigi, 1994.
- Donne e famiglia nei processi di sviluppo (a cura di, con Susan Stratigos), ISEDI, Torino, 1994.
- Futures Studies and the Trends Towards Unity and Diversity, ISSJ-UNESCO, Parigi, 1994.
- Verso una società interculturale. Possibili scenari in Italia e Colombia (a cura di, con A. Angulo, P. Conversi, J. Medina Vasquez), Università Gregoriana, UNESCO-CIDS, Roma, 2000.
- Experiences by National and International Women’s Groups (a cura di), Win Emergency and Solidarity, Roma, 2001.
- The Legacy of Aurelio Peccei, Club di Roma e Fondazione Aurelio Peccei, European, Vienna, 2006.